# 長榮航空2196號班機事故
長榮航空2196號班機是由臺灣中正國際機場飛往日本東京成田機場的班機。2005年3月28日，一架長榮航空的空中巴士A330型飛機執行此航班任務時，由於遇到晴空亂流，造成10名客艙組員、46名乘客受傷及客艙內部分天花板及氧氣面罩脫落，旅客行李箱變形，最終成功於東京成田機場降落。

## 外部連結
- Aviation Safety Net （页面存档备份，存于） 事故資料